# Tomasz Trojanowski (neurochirurg)
Tomasz Trojanowski (ur. 2 stycznia 1947 w Lublinie) – polski neurochirurg, profesor nauk medycznych, profesor zwyczajny Uniwersytetu Medycznego w Lublinie.

## Życiorys
W 1970 ukończył studia na Wydziale Lekarskim Akademii Medycznej w Lublinie. W 1976 uzyskał stopień naukowy doktora, habilitował się w 1982. W 1991 otrzymał tytuł profesora nauk medycznych. Zawodowo specjalizował się w zakresie neurochirurgii. Odbywał staże naukowe m.in. we Włoszech, Wielkiej Brytanii, Szwecji i Francji.
Związany z macierzystą uczelnią, przekształconą później w uniwersytet medyczny. Doszedł do stanowiska profesora zwyczajnego. Był prodziekanem Wydziału Lekarskiego (1987–1991) i pełnomocnikiem rektora ds. reformy nauczania na wydziałach lekarskich, a także prorektorem tej uczelni (1993–1996). Powoływany na regionalnego (1995) i krajowego (1998) specjalistę ds. neurochirurgii. Objął również kierownictwo Katedry i Klinika Neurochirurgii i Neurochirurgii Dziecięcej na UML.
Uzyskał członkostwo w Polskim Towarzystwie Neurochirurgów, którego został prezesem, a także m.in. w Polskim Towarzystwie Onkologicznym, Lubelskim Towarzystwie Naukowym. Wybrany na wiceprezydenta Europejskiego Zrzeszenia Towarzystw Neurochirurgicznych (EANS). Został członkiem korespondentem Niemieckiego Towarzystwa Neurochirurgów i członkiem honorowym Brytyjskiego Towarzystwa Neurochirurgów.
Członek krajowy czynny Polskiej Akademii Umiejętności oraz członek rzeczywisty Polskiej Akademii Nauk. Był wiceprzewodniczącym (1999–2003), a następnie stanął na czele Komitetu Nauk Neurologicznych PAN. W 2010 objął również kierownictwo oddziału akademii w Lublinie.
Odznaczony Krzyżem Kawalerskim Orderu Odrodzenia Polski (2001).